# Rudolf Stockar (Paläontologe)
Rudolf Stockar (* 25. Dezember 1965 in Mailand) ist ein Schweizer Geologe und Paläontologe.

## Studium
Stockar studierte Geologie an der Universität Genua mit dem Laurea-Abschluss 1990 und 2012 wurde er an der Universität Lausanne promoviert mit einer Dissertation über die Stratigraphie und Paläoökologie der mittleren Trias am Monte San Giorgio, einer berühmten Fossilfundstätte, die in der UNESCO-Welterbeliste ist.
Er ist wissenschaftlicher Mitarbeiter und Kustos am Kantonsmuseum für Naturgeschichte in Lugano. Er leitet die Ausgrabungen am nahen Monte San Giorgio. Stockar ist Professor.

## Ehrungen
2007 wurde die Foraminiferenart Nemkovella stockari (Less & Özcan) nach ihm benannt. Er gehört zu den Erstbeschreibern der Fische Ticinolepis longaeva und Ticinolepis crassidens samt der zugehörigen Gattung Ticinolepis vom Monte San Giorgio. Auch Dasyleptus triassicus vom selben Ort wurde 2011 zuerst von ihm beschrieben. 
2018 erhielt er den Friedrich-von-Alberti-Preis.

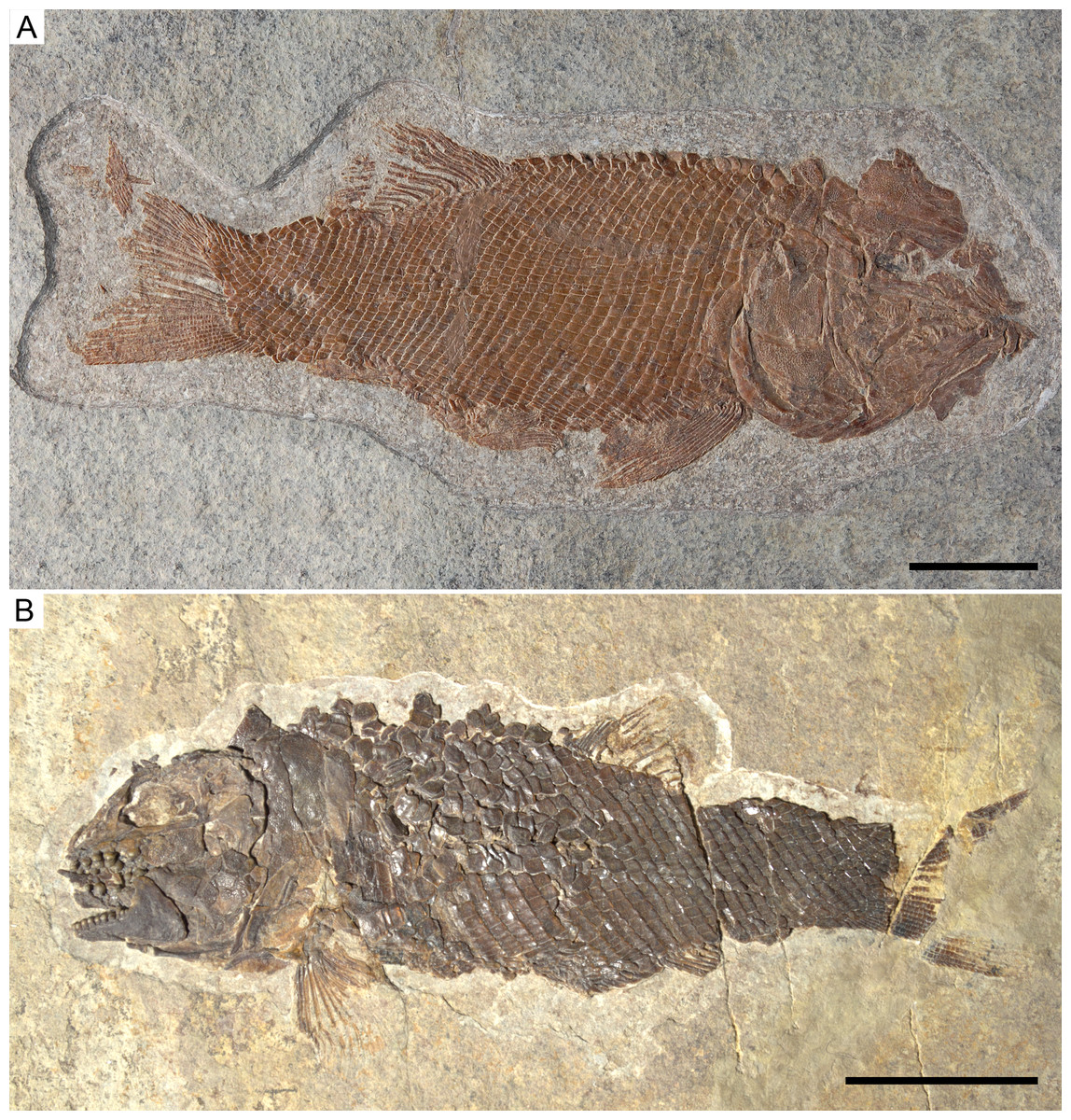
Holotypyen von Ticinolepis Actinopterygii und Ticinolepis Neopterygii aus dem Monte San Giorgio